# Tom Bartels

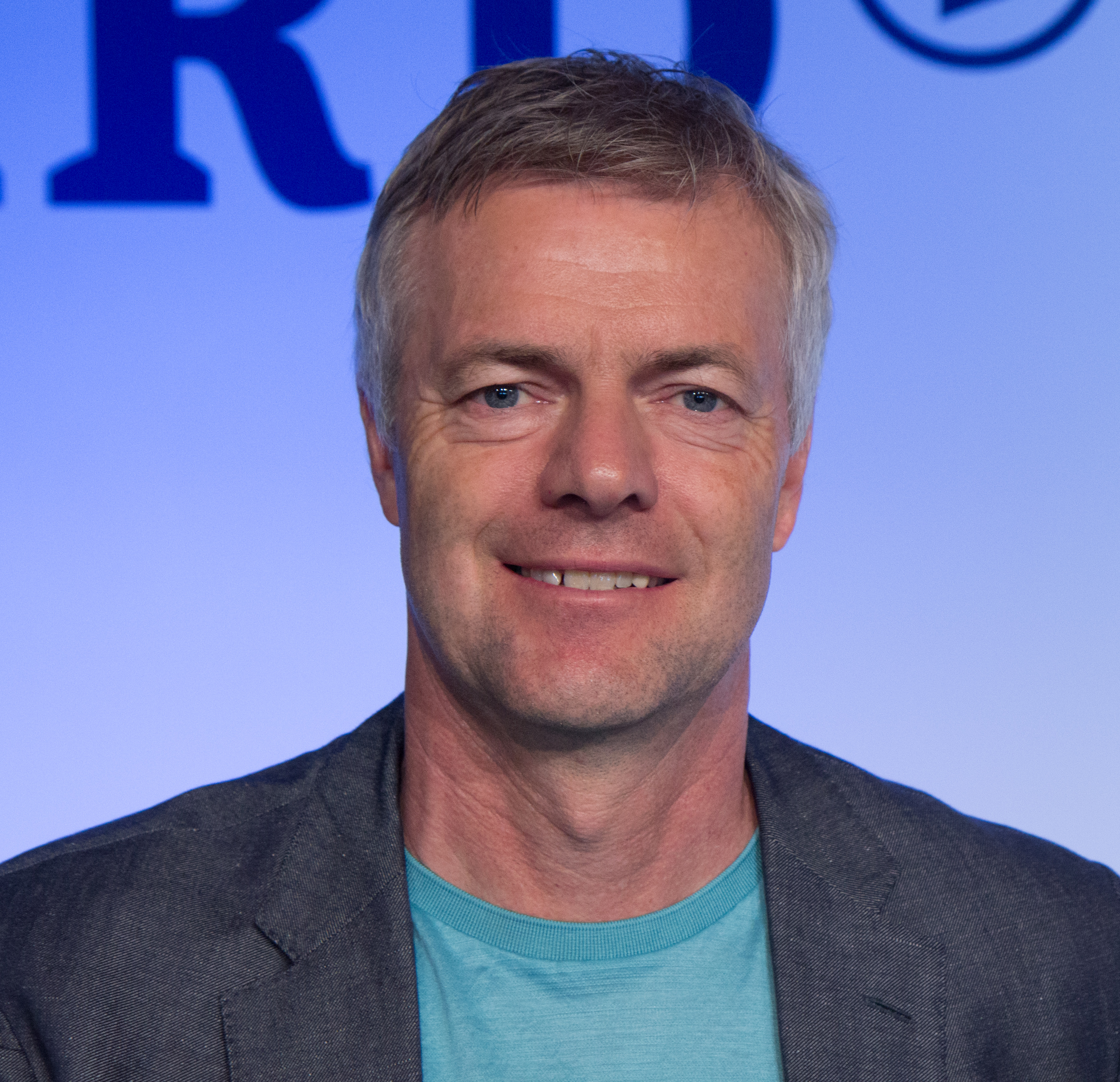
Tom Bartels (2018)

Thomas „Tom“ Bartels (* 13. September 1965 in Celle) ist ein deutscher Fernsehmoderator, Sportkommentator und Reporter.

## Leben und Wirken
Nach dem Abitur 1985 am Gymnasium Melle und einer Ausbildung zum Bankkaufmann studierte Bartels an der Deutschen Sporthochschule Köln mit dem Schwerpunkt: Publizistik. Nach eigenen Angaben war Bartels als Auszubildender zeitweise spielsüchtig und verschuldet, konnte sich aber mit Unterstützung seiner Familie davon lösen. Von Kindesbeinen an war Tom Bartels Anhänger des Sports. Seine größten Talente lagen im Ballsportbereich, besonders im Fußball. Seine Karriere beim Fernsehen begann er als Mitarbeiter in der Sportredaktion des Westdeutschen Rundfunks.
1996 wechselte Bartels zum Privatsender RTL, wo er bis 2000 als Reporter der Champions-League-Spiele eingesetzt wurde. Nachdem sich RTL 2001 erneut die Übertragungsrechte für die UEFA Champions League sicherte, ersetzte er den zwischenzeitlich zu Premiere gewechselten Marcel Reif als Live-Reporter. Ab dem Jahr 2000 kommentierte er zusätzlich die RTL-Skisprung-Übertragungen.
Ab 2003 arbeitete er für den Pay-TV-Sender Premiere als Kommentator und Reporter von den Spielen der Fußball-Bundesliga und UEFA Champions League. 2006 kommentierte Bartels Spiele der Fußball-Weltmeisterschaft für RTL.
Nach der Fußball-WM 2006 wechselte er zum Südwestrundfunk und kommentiert dort Bundesligaspiele in der Sportschau und Länderspiele der Fußballnationalmannschaft, kommt aber auch bei anderen Sportarten, wie Skispringen oder bei den Schwimmeuropameisterschaften zum Einsatz. Seit 2008 ist Bartels Moderator der SWR-Sendung Sport im Dritten.
Am 30. Dezember 2008 moderierte er erstmals eine Fernsehsendung. Bartels präsentierte die Sendung Deutschlands größter Gedächtnistest in der ARD. Die von Johannes B. Kerner produzierte Show wurde von 6,04 Millionen Menschen gesehen.
Im Jahr 2012 moderierte Tom Bartels das im Rahmen der Relegation zur deutschen Fußball-Bundesliga auf ARD live übertragene Fußballspiel Fortuna Düsseldorf – Hertha BSC am 15. Mai 2012, welches durch einen Platzsturm ca. eine Minute vor Ende der Nachspielzeit eine große Bekanntheit erlangte. Diese Ausnahmesituation zeigte sich dementsprechend auch in Tom Bartels Rolle als Kommentator.
Bei der Fußball-Europameisterschaft 2008 in Österreich und der Schweiz kommentierte er unter anderem für die ARD das Finale zwischen Deutschland und Spanien am 29. Juni in Wien (0:1).
Seit Januar 2011 gehört er zum Moderationsteam der Sportsendung Flutlicht im SWR.
Bei der Fußball-Europameisterschaft 2012 kommentierte er unter anderem am 14. Juni 2012 das Gruppenspiel Spaniens gegen Irland. Als die Iren ab der 83. Minute 0:4 zurücklagen, stimmten 20.000 irische Fans das Lied Fields of Athenry an. Tom Bartels stellte die Kommentierung des Spiels komplett ein und hörte minutenlang schweigend dem irischen Fangesang zu. Er ermöglichte dadurch den Zuschauern einen der emotionalsten Höhepunkte der Fußball-Europameisterschaft 2012 und erhielt dafür deutschlandweit großes Lob.
Bei der Fußball-Weltmeisterschaft 2014 gehörte er zum Kommentatorenteam der ARD und kommentierte dabei unter anderem das Finale zwischen Deutschland und Argentinien.
Nachhaltige Bekanntheit erreichte dabei folgender Kommentar von Bartels während des Erzielens des Siegtores:

„Schürrle … Der kommt an. Mach ihn! Mach ihn! Er macht ihn! Mario Götze! … Das ist doch Wahnsinn! … Und da ist gekommen dieser eine Moment für Mario Götze, da ist alles andere egal. Irre! … Der Bundespräsident steht, die Kanzlerin … Das nächste Joker-Tor für Deutschland: Helmut Rahn, Gerd Müller, Andi Brehme, Mario Götze!“

Am 13. November 2015 kommentierte Bartels für die ARD das Freundschaftsspiel zwischen der französischen und der deutschen Fußballnationalmannschaft im Pariser Stade de France. Während des Spiels kam es in der Stadt zu Terroranschlägen. Detonationen von im Stadionumfeld gezündeten Bomben waren während der 1. Halbzeit innerhalb der Arena und auch in der Übertragung deutlich zu hören. Als im Laufe der 2. Halbzeit immer mehr Informationen zum Ausmaß der Anschläge bekannt wurden, war Bartels gezwungen, ein immer nebensächlicher wirkendes Fußballspiel zu kommentieren und gleichzeitig die Zuschauer über die Katastrophe des Abends zu informieren. Bartels behielt mit Mühe die Fassung, bezeichnete die Situation jedoch im Nachhinein als „pervers“ und sich selbst als überfordert.
Auch bei der Fußball-Weltmeisterschaft 2018 in Russland kommentierte er Spiele für die ARD. Beim zweiten Gruppenspiel der deutschen Mannschaft gegen Schweden, in dem Toni Kroos in der Nachspielzeit das 2:1-Siegtor für Deutschland erzielte und so die Mannschaft vor dem möglichen vorzeitigen Ausscheiden bewahrte, sorgte Bartels mit seinem emotionalen Kommentar für Aufsehen:

„Kroos! Er macht das Tor! … Toni Kroos, 2:1. Das ist nicht zu fassen! Halten Sie mich fest! … Und er macht alles wieder gut, Toni Kroos. Versenkt das Ding, 2:1, versenkt Schweden, ich fass es nicht!“

Bei den Olympischen Sommerspielen 2024 in Paris kommentierte er die Schwimmwettbewerbe, wie auch schon drei Jahre zuvor bei den Olympischen Sommerspielen 2020 in Tokio. Zudem kommentierte er gemeinsam mit Friederike Hofmann die Eröffnungsfeier, wofür er teilweise von den Zuschauern kritisiert wurde.

## Privates
Tom Bartels hat zwei Söhne und lebt mit seiner Lebensgefährtin in Köln. Er war aktiver Fußballspieler bei TuRa Grönenberg Melle.

## Auszeichnungen und Ehrungen
- 2011: Herbert-Award in der Kategorie Bester Sport-Livekommentator
- 2014: Deutscher Fernsehpreis für die Beste Sportsendung[16]

## Werke
- Tom Bartels, Tina Schlosser: Fußball. Technik-Taktik-Tore. Gerstenberg Verlag, Hildesheim 2010, ISBN 978-3836955652.

## Mitarbeit bei Videospielen
- Tom Bartels war Kommentator der Computerspiele der FIFA-Reihe und Fußball-Manager-Reihe von EA Sports von 2003 bis 2006.